# Jack Lesberg

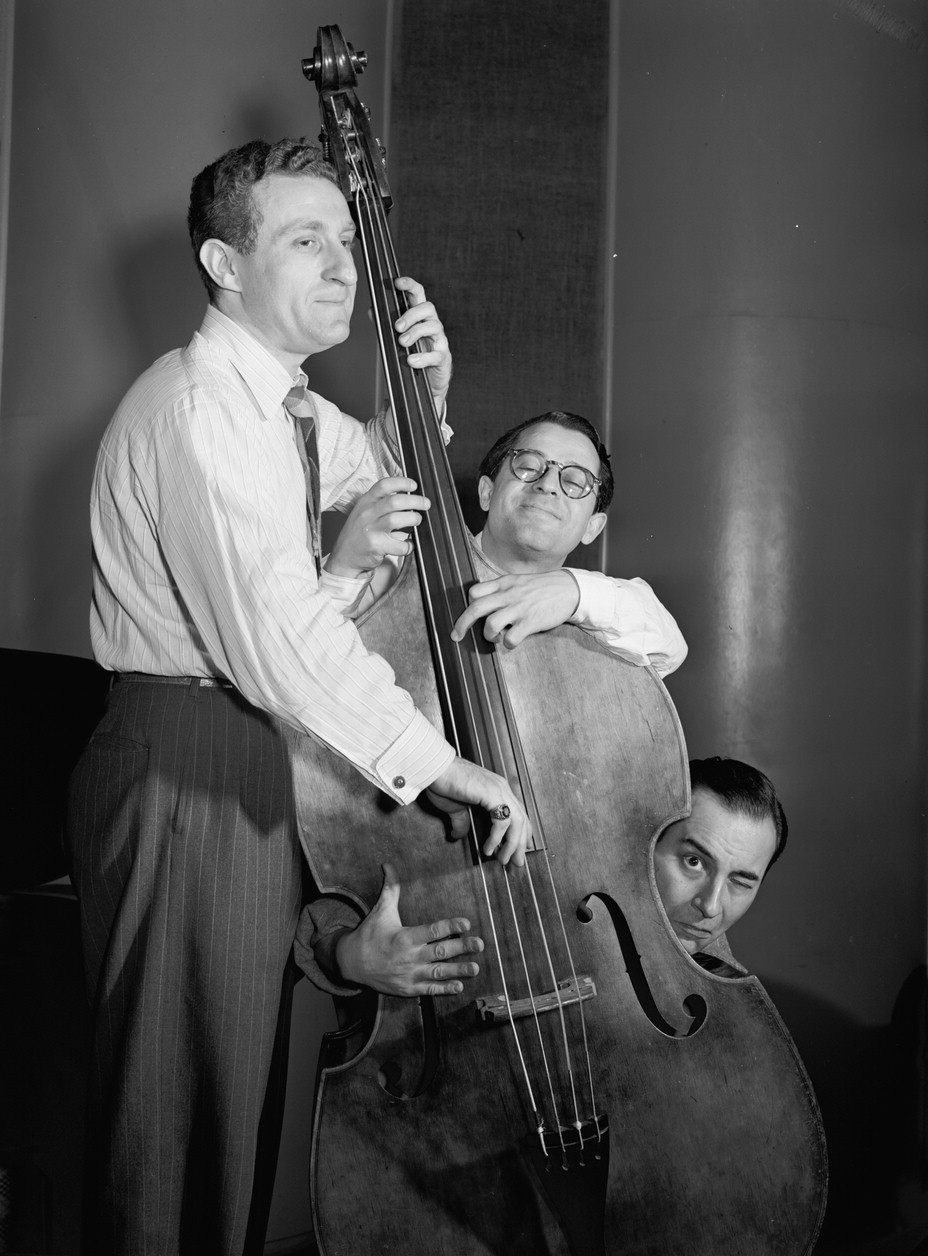
Jack Lesberg (links), met Max Kaminsky en Peanuts Hucko, in Eddie Condon's, circa maart 1947 (foto: William Gottlieb)

Jack Lesberg (Boston, 14 februari 1920 - Englewood, 17 september 2005) was een Amerikaanse contrabassist.
Lesberg was een van de meest succesvolle bassisten uit de jaren veertig en vijftig. Hij begon op de viool, maar stapte eind jaren dertig over op de contrabas, waarna hij speelde met alle groten van de jazz. Hij werkte onder meer bij of met Mugsy Spanier (1940), Eddie Condon, Benny Goodman, Louis Armstrong (1947,1949, 1956, 1965), Tommy Dorsey, Jack Teagarden en Earl Hines (tour door Europa, 1957), Billy Butterfield (eind jaren vijftig), Georgie Auld en Doc Severinsen (1962). Ook stond hij talloze malen in de opnamestudio als begeleider, onder meer van Sarah Vaughan. Tevens werkte hij verschillende periodes in symfonie-orkesten, bijvoorbeeld in het New York City Symphony Orchestra onder Bernstein.
Lesberg was een van de overlevenden van de brand in de Cocoanut Grove op 28 november 1942, waarbij 492 mensen het leven lieten.